# Fergus County
Fergus County is een county in de Amerikaanse staat Montana.
De county heeft een landoppervlakte van 11.238 km² en telt 11.893 inwoners (volkstelling 2000). De hoofdplaats is Lewistown.